# Дракула - фатальний трикутник
Дракула — фатальний трикутник — комедійний фільм режисера Євгена Вагнера знятий в 2000 році.

## Сюжет
Провінційний актор переодягається в костюм вампіра — Дракули, щоб спокусити дружину свого партнера по театру. Сам невдалий чоловік теж постає перед своєю дружиною в образі Дракули. Комічна зустріч і поєдинок двох «вампірів» зі щасливим фіналом.

## У ролях
| Актор                | Роль                   |
| -------------------- | ---------------------- |
| Олександр Постоленко | Актор театру (Дракула) |
| Наталія Бузько       | Дружина                |
| Михайло Волошин      | Невдалий чоловік       |